# Aeroportul Alderney
Aeroportul Alderney (IATA: ACI, ICAO: EGJA) este un aeroport din Saint Anne⁠(d), Alderney, Guernsey ce deservește zona Alderney. Aeroportul a fost tranzitat în 2023 de 49.823 de pasageri. A fost deschis în 1935 și numit după zona deservită.
Situat la o altitudine de 88 m, aeroportul dispune de 3 piste. Este operat de States of Guernsey⁠(d).

## Infrastructură

### Piste
Aeroportul dispune de 3 piste: 
- pista 03/21 din Iarbă, cu dimensiunile 497 m × 37 m
- pista 08/26 din asfalt, cu dimensiunile 877 m × 18 m
- pista 13/21 din Iarbă, cu dimensiunile 733 m × 37 m